# Helene Fischer

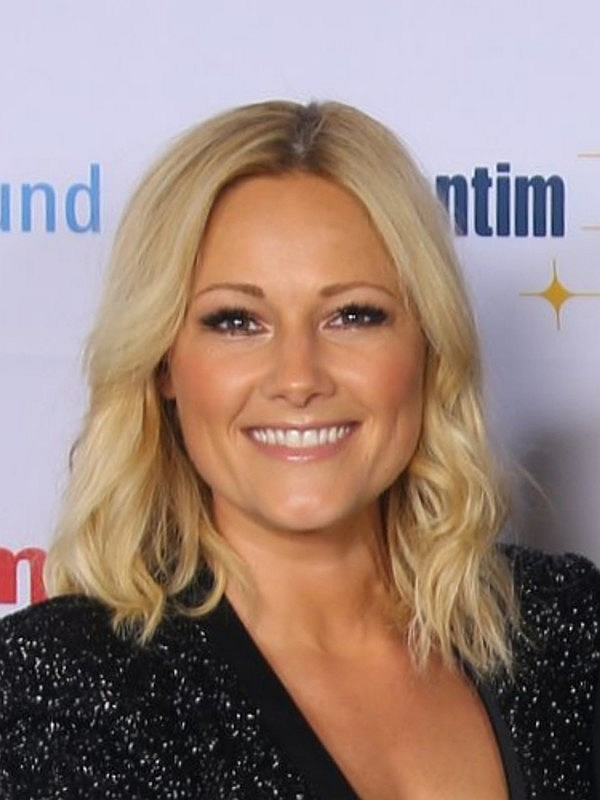
Helene Fischer (2016)

Helene Fischer (* 5. August 1984 in Krasnojarsk, Russische SFSR, Sowjetunion; bürgerlich Helene Seitel-Fischer) ist eine deutsche Schlagersängerin, Tänzerin, Unterhaltungskünstlerin und Fernsehmoderatorin.
Mit mehr als 18 Millionen verkauften Tonträgern zählt Fischer zu den kommerziell erfolgreichsten Sängerinnen Deutschlands und zu den weltweit bestverdienenden Musikerinnen. Ihre Alben Farbenspiel und Best of Helene Fischer gehören zu den meistverkauften Musikalben in Deutschland. Sie wurde mit siebzehn Echos, acht Goldenen Hennen, drei Bambis und zwei Goldenen Kameras ausgezeichnet. Für Die Helene Fischer Show erhielt sie 2015 den Bayerischen Fernsehpreis.

## Leben
Helene Fischer wurde 1984 als zweites Kind des russlanddeutschen Ehepaares Maria und Peter Fischer im sibirischen Krasnojarsk geboren. Ihr Vater arbeitete als Sportlehrer, ihre Mutter als Ingenieurin an einer Hochschule. Fischers Großeltern waren Schwarzmeerdeutsche, die 1941 während des Zweiten Weltkriegs nach Sibirien deportiert worden waren. 1988 siedelten ihre Eltern mit ihr und ihrer sechs Jahre älteren Schwester aus der Sowjetunion ins rheinland-pfälzische Wöllstein aus. Als Schülerin der Wörrstädter Realschule nahm sie an Theater-AGs und Musical-Kursen teil.
Nach dem Mittleren Schulabschluss im Jahr 2000 absolvierte Fischer an der Stage & Musical School Frankfurt in Frankfurt am Main eine dreijährige Ausbildung, die sie 2003 mit der Bühnenreifeprüfung als ausgebildete Musicaldarstellerin beendete. Während ihrer Ausbildung erhielt sie ihre ersten Engagements. Sie trat am Staatstheater Darmstadt in der Rocky Horror Show, im Volkstheater Frankfurt in der Schlagerrevue Fifty-Fifty und im Musical Anatevka auf.
Ab Mai 2008 war Fischer mit Florian Silbereisen liiert. Die beiden galten als „Traumpaar des deutschen Schlagers“ und waren häufig Gegenstand spekulativer Schlagzeilen in Boulevardmedien. Im Dezember 2018 gaben sie bekannt, bereits seit einer Weile getrennt und weiterhin Freunde geblieben zu sein. Fischer teilte mit, ihr neuer Lebenspartner sei der Luftakrobat Thomas Seitel, mit dem sie in ihren Bühnenshows zusammenarbeitet. Im Dezember 2021 heirateten sie und bekamen eine Tochter. Im selben Jahr bezog das Paar ein Haus in Inning am Ammersee, in dem die Familie seitdem wohnt.

## Werdegang

### Anfänge (2004–2007)
2004 schickte Fischers Mutter eine Demo-CD an den Künstlermanager Uwe Kanthak. Daraufhin nahm dieser Kontakt mit dem Produzenten Jean Frankfurter auf und sie erhielt einen Plattenvertrag. Ihre Fernsehpremiere hatte sie am 14. Mai 2005 im Ersten beim Hochzeitsfest der Volksmusik. Sie sang in Florian Silbereisens Sendung ein Duett mit ihm. Am 3. Februar 2006 erschien ihr erstes Album Von hier bis unendlich, für das Irma Holder und Kristina Bach die Texte schrieben.
Bei der MDR-Hitsommernacht belegte Fischer 2007 den ersten Platz und erreichte in der MDR-Hitparade mit dem Lied Im Reigen der Gefühle ebenfalls Platz eins. Im Juli 2007 widmete ihr der MDR den Musikfilm So nah, so fern mit ihren neuesten Titeln aus dem gleichnamigen Album. Im September 2007 wurde der Film auf DVD veröffentlicht. Am Tag darauf erhielt sie für die beiden Alben Von hier bis unendlich und So nah wie du zweimal Gold.
Beim dreitägigen Schlagermarathon 2007 von SWR4 Rheinland-Pfalz erreichte Fischer mit dem Stück Mitten im Paradies den dritten und mit zwei weiteren Titeln den neunten und zwölften Platz. Im Januar 2008 wurde sie mit der Krone der Volksmusik in der Kategorie Erfolgreichste Sängerin des Jahres 2007 ausgezeichnet. Nach ihrem Auftritt erhielt sie Platin für das Album Von hier bis unendlich. In der NDR 1 Niedersachsen-Frühlingshitparade erreichte sie mit dem Titel Und morgen früh küss ich dich wach den zweiten Platz.

### Erste Tournee und weitere Alben (2008–2011)

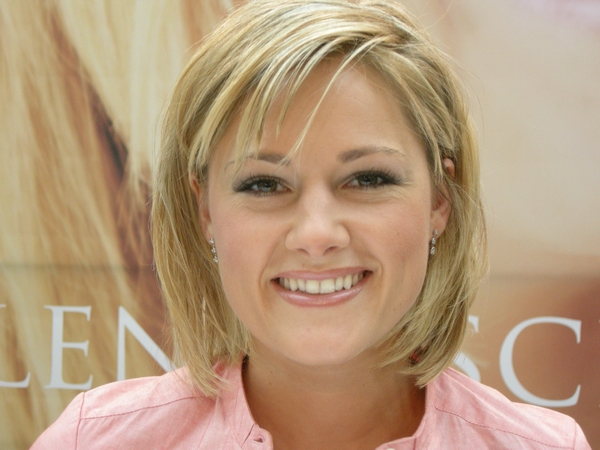
Fischer (2009)

Im Herbst 2007 begann Fischer ihre erste Solo-Tournee. Anschließend produzierte sie ihr drittes Studioalbum Zaubermond. Nach dessen Veröffentlichung im Juni 2008 erreichte es Platz 2 der deutschen Albumcharts. Im September 2008 folgte die Goldene Henne in der Kategorie Musik. Im Februar 2009 erhielt sie bei der ECHO-Verleihung ihre ersten beiden Echos. Die im Juni 2009 veröffentlichte dritte DVD Zaubermond live enthält einen Mitschnitt einer 140-minütigen Konzertaufzeichnung vom März 2009 aus dem Berliner Admiralspalast.
Im Oktober 2009 veröffentlichte Fischer ihr viertes Studioalbum So wie ich bin, das es auf Anhieb auf Platz eins der österreichischen und auf Platz zwei der deutschen Albumcharts schaffte. In der Schweiz stieg das Album auf Platz sieben ein. Im Juni 2010 erschien ihre erste „Best-of“-Kompilation, die in der ersten Woche Platz zwei der deutschen Albumcharts erreichte. In Österreich belegte sie Platz eins. Auch in Belgien sowie in Dänemark (Platz fünf) und den Niederlanden konnte sich das Album platzieren.
Im Dezember 2010 erschien Best of Live – So wie ich bin – Die Tournee mit dem Live-Mitschnitt ihres Konzerts vom Oktober 2010 in der O2 World Berlin auf Blu-ray, DVD und CD. 2011 wurde sie viermal für den Echo nominiert: Bestes Album (mit Best of Helene Fischer), Erfolgreichste DVD-Produktion National (mit Best of live: So wie ich bin), Bester Live-Act National und Künstler/Künstlerin/Gruppe Deutschsprachiger Schlager, konnte jedoch keinen davon gewinnen.

### AlbumFür einen Tag(2011–2012)

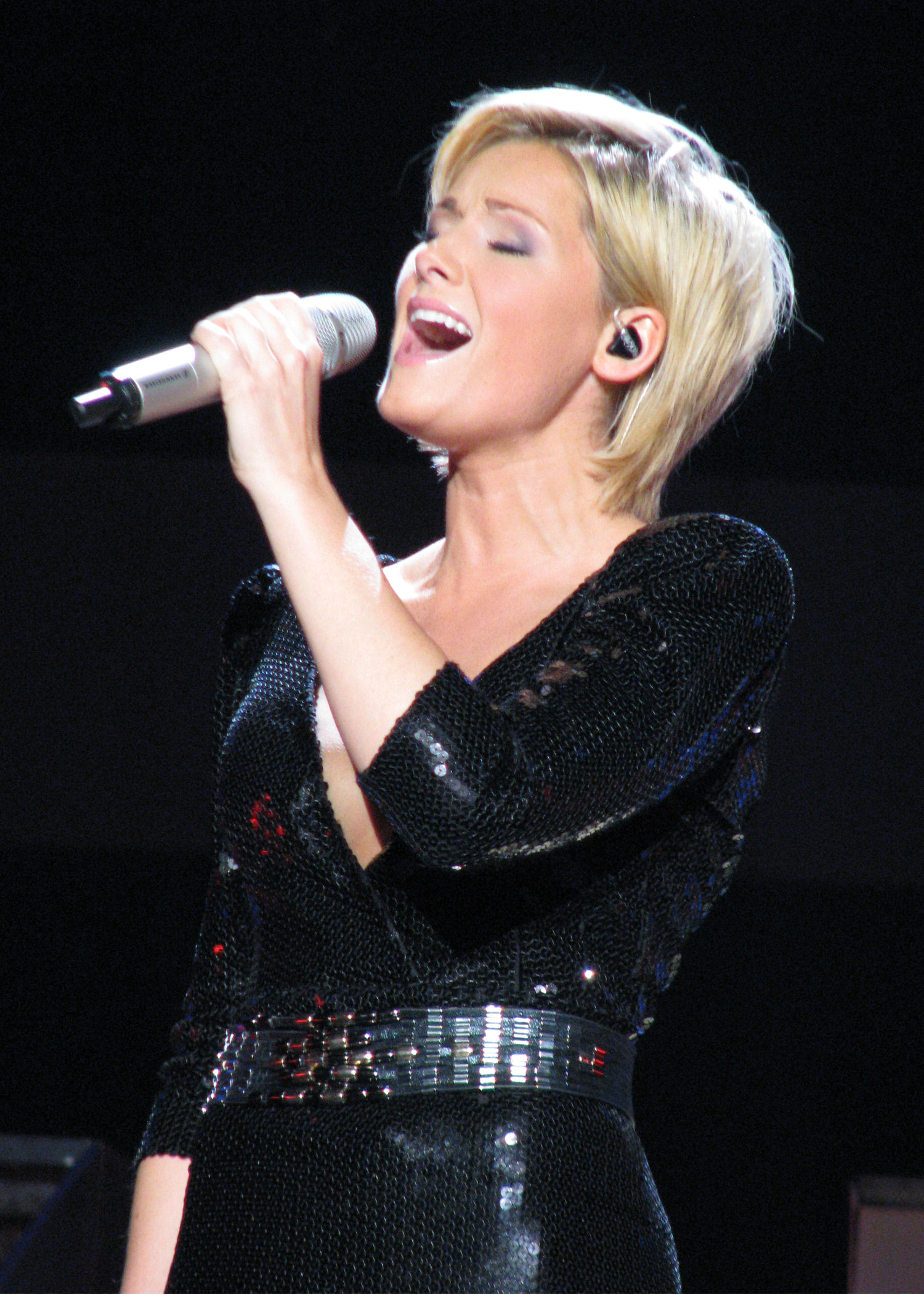
Fischer (2010)

Mit ihrem fünften Studioalbum Für einen Tag – das im Oktober 2011 veröffentlicht wurde – erreichte Fischer zum ersten Mal Platz eins in Deutschland. In Österreich und der Schweiz belegte sie Platz zwei. Das Album wurde nach zwei Wochen in Deutschland mit Gold ausgezeichnet; später erreichte es Platinstatus. Mit diesem Album konnte sie auch außerhalb des deutschsprachigen Raumes Erfolge erzielen: in den Niederlanden kam sie auf Platz eins, in Belgien auf Platz sieben und in Dänemark (Platz 19) wurden die Top 20 erreicht.
Im Januar 2012 erhielt Fischer die Krone der Volksmusik in der Kategorie Erfolgreichste Sängerin des Jahres 2011. Im Februar 2012 nahm sie bei der Verleihung die Goldene Kamera in der Kategorie Beste Musik National entgegen. Für den ECHO 2012 war sie mit ihrem Album Für einen Tag in der Kategorie Album des Jahres nominiert, konnte sich jedoch nicht gegen die Konkurrenz durchsetzen. Sie gewann jedoch in der Kategorie Deutschsprachiger Schlager.
Im Dezember 2012 erschien Für einen Tag – Live 2012 mit dem Live-Mitschnitt ihres Konzerts vom November 2012 in der O2 World Hamburg auf Blu-ray, DVD und CD. CD und DVD stiegen auf Platz eins der jeweiligen Charts ein. Ebenfalls 2012 entstand die Fernsehdokumentation Allein im Licht, in der Autor und Regisseur Kai Ehlers ihren Tourneealltag dokumentiert. Produziert wurde der Film von Sascha Schwingel als teamWorx-Produktion in Koproduktion mit dem MDR. 2012 stand sie auch erstmals als Schauspielerin vor der Kamera. In der ZDF-Fernsehreihe Das Traumschiff verkörperte sie in der im Januar 2013 ausgestrahlten Folge die Rolle der Reiseleiterin Franziska Stein.

### AlbumFarbenspiel(2013–2015)

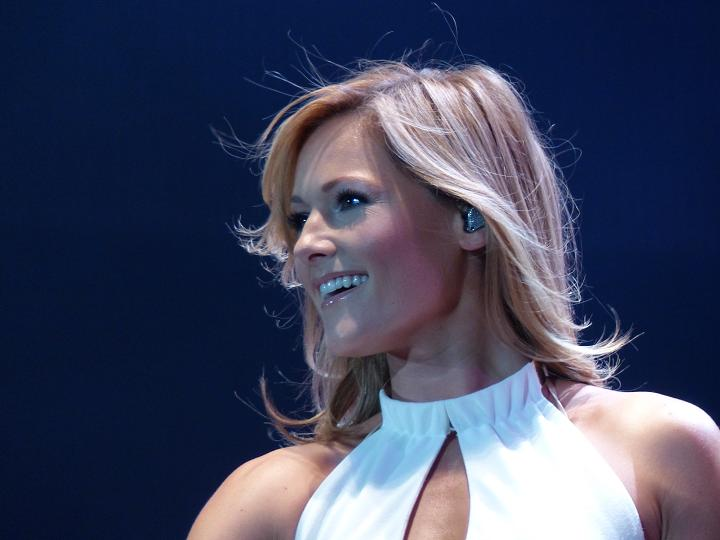
Fischer (2013)

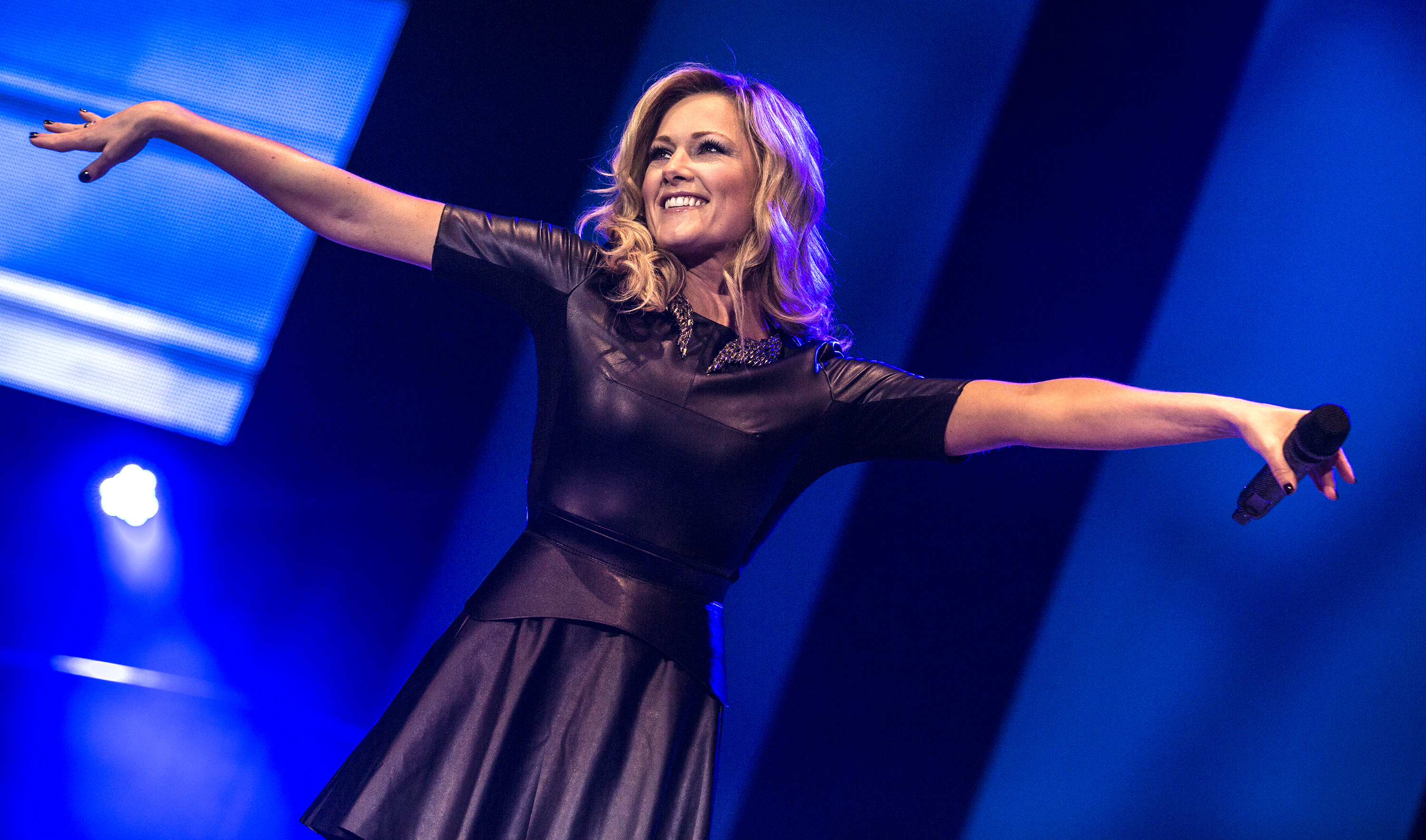
Fischer (2013)

Für ihr Live-Album erhielt Fischer 2013 zwei Echos in den Kategorien Deutschsprachiger Schlager und Erfolgreichste DVD-Produktion National. Die Verleihung fand im März 2013 in Berlin statt und wurde von ihr selbst moderiert. Für die Neuauflage der ZDF-Zeichentrickserie Biene Maja sang sie den Titelsong Die Biene Maja neu ein. Im September 2013 veröffentlichte sie die erste Single Fehlerfrei aus ihrem nächsten Studioalbum Farbenspiel, das im Oktober 2013 erschien. Das Album erreichte Platz eins in Deutschland, Österreich und der Schweiz sowie Platz 5 in den dänischen Albumcharts, Platz acht in den Niederlanden und Platz 17 in den belgischen Albumcharts. In Dänemark wurde das Album nach der ersten Woche mit Platin ausgezeichnet. Im November 2013 folgte die Singleauskopplung Atemlos durch die Nacht. 
Im März 2014 moderierte Fischer erneut die Echoverleihung und gewann in den Kategorien Deutschsprachiger Schlager und Album des Jahres. Beim Eurovision Song Contest 2014 verkündete sie die Ergebnisse des deutschen Televotings und der Jury. Im Juni 2014 folgte die letzte Singleauskopplung Marathon. Im Oktober 2014 erhielt sie zwei Goldene Hennen in den Kategorien Musik und Superhenne. Letztere wurde anlässlich der 20. Verleihung aus 49 Preisträgern in den Publikumskategorien Moderation, Fernsehen, Musik und Sport einmalig vergeben.
Im Dezember 2014 erschien Farbenspiel Live – Die Tournee mit einem Live-Mitschnitt ihres Konzerts vom November 2014 in der O2 World Hamburg auf Blu-ray, DVD und CD. Im Februar 2015 war sie für den Swiss Music Award in der Kategorie Best Album International nominiert. Im März 2015 wurde sie während der Echoverleihung mit vier Preisen in den Kategorien Schlager, Hit des Jahres, Album des Jahres und Musik-DVD/Blu-ray national ausgezeichnet.
Die 22 Konzerte der Farbenspiel-Stadion-Tour 2015 – die an 15 verschiedenen Orten, darunter auch in Wien und Basel, stattfanden – wurden von mehr als 800.000 Menschen besucht. Fischer wurde bei ihrem Auftritt von siebzehn Musikern und zwölf Tänzern begleitet. Die beiden Konzerte im Juli im Berliner Olympiastadion wurden für die Aufzeichnung einer DVD und einer Fernsehsendung für das ZDF genutzt. 2016 wurde die Tournee mit einem Live-Entertainment-Award ausgezeichnet.

### AlbumWeihnachten(2015–2016)
Ende 2015 erschien Fischers Album Weihnachten, das in Zusammenarbeit mit dem Royal Philharmonic Orchestra und dem Produzenten Alex Christensen entstand und Platz eins der Charts in Deutschland und Österreich und Platz zwei in der Schweiz erreichen konnte. Obwohl das Album erst wenige Wochen vor Jahresende veröffentlicht wurde, konnte es sich an die Spitze der Jahrescharts 2015 setzen. Es verkaufte sich bislang über 1,2 Millionen Mal.
Im Februar 2016 gewann Fischer ihre zweite Goldene Kamera. Im April erhielt sie bei der Echoverleihung erneut vier Preise, darunter auch erstmals in den Kategorien Live-Act national und Crossover. Im Oktober erhielt sie zum siebten Mal eine Goldene Henne in der Kategorie Musik.
Für den im Dezember 2016 erschienenen Disney-Film Vaiana sang sie die deutsche Version des Titels How Far I’ll Go (im Deutschen Ich bin bereit), die auch auf dem deutschen Soundtrack des Films zu hören ist. Ende 2016 erschien eine neue Version ihres Albums Weihnachten, die acht weitere Titel beinhaltet. Durch diese Neuveröffentlichung schaffte es das Album erneut auf Platz eins der Charts und belegte im Jahresranking den vierten Platz.

### AlbumHelene Fischer(2017–2020)
Im Mai 2017 veröffentlichte Fischer ihr siebtes, selbstbetiteltes Studioalbum, Helene Fischer. Es stieg auf Platz eins der Charts in Deutschland, Österreich und der Schweiz ein. Mit den Singleauskopplungen Nur mit dir und Herzbeben belegte sie Platz 34 bzw. Platz 6 der Single-Charts in Deutschland, wobei sich letztere Single über 200.000 Mal verkaufen konnte und mit einer Goldenen Schallplatte ausgezeichnet wurde. Mit der Veröffentlichung der Single Achterbahn erfolgte im Oktober 2017 die dritte Singleauskopplung des Albums, die eine Top-10-Platzierung in den Charts erreichen konnte.
Im November 2017 wurde Fischer der dritte Bambi verliehen. Helene Fischer wurde das erfolgreichste Album 2017 und konnte den ersten Platz der Albumjahrescharts erreichen. Dadurch gelang es ihr, innerhalb von fünf Jahren viermal die Jahrescharts anzuführen, was zuvor noch keinem Künstler in Deutschland gelang.
Von September 2017 bis März 2018 befand sich Fischer mit ihrem aktuellen Album auf Tournee und gab 63 Konzerte. Die in Zusammenarbeit mit 45 Degrees – einer Tochtergesellschaft des Cirque du Soleil – konzipierte Tournee wurde im April 2018 mit einem Live-Entertainment-Award ausgezeichnet. Im Februar 2018 war sie für den Swiss Music Award in der Kategorie Best Solo Act International nominiert. Bei der Echo-Verleihung im April 2018 erhielt sie erneut den Echo in der Kategorie Schlager. Im Juni 2018 begann eine weitere Stadion-Tournee mit Auftritten in Deutschland, Österreich, der Schweiz und den Niederlanden.
Nach den Ausschreitungen in Chemnitz im August und September 2018 forderte Fischer bei einem Konzert am 4. September 2018 in Berlin vor einem Lied, das „für Freundschaft […] [und] für Toleranz“ stehe, das Publikum dazu auf: „… jetzt erhebt euch, erhebt gemeinsam mit mir die Stimmen, gegen Gewalt, gegen Fremdenfeindlichkeit, okay? […] Wir brechen das Schweigen hier in Berlin!“ Schon vor dem Auftritt hatte sie bei Instagram geschrieben: „Wir können und dürfen nicht ausblenden, was zurzeit in unserem Land passiert, doch wir können zum Glück auch sehen, wie groß der Zusammenhalt gleichzeitig ist […] Musik als Zeichen der Verbundenheit und immer ist es Liebe, die gewinnt. […] #wirbrechendasschweigen #wirsindmehr #schreiteslaut #liebe #peace.“
Im Dezember 2018 erschien mit Regenbogenfarben Fischers gemeinsame Single mit Kerstin Ott. Das Lied feierte in der Helene Fischer Show seine Premiere und stieg eine Woche nach seiner Veröffentlichung auf Position 20 der deutschen Singlecharts ein. Vom 6. Dezember 2020 (352 Chartwochen) bis 18. März 2021 (357 Chartwochen) war ihre Kompilation Best of Helene Fischer das in Deutschland am längsten in den Albumcharts platzierte Album.

### AlbenRauschundDie schönsten Kinderlieder(seit 2021)
Im August 2021 veröffentlichte Fischer mit Vamos a marte die erste Single aus ihrem achten Studioalbum. Der Song wurde zusammen mit dem puerto-ricanischen Latin-Pop-Sänger Luis Fonsi aufgenommen und stieg direkt auf Platz zwei der deutschen Singlecharts ein. Im September 2021 veröffentlichte sie die Single Volle Kraft voraus nebst eines Musikvideos. Im Oktober 2021 erschien ihre dritte Singleauskopplung Null auf 100 und schließlich das Album Rausch.
Das einzige Deutschlandkonzert Fischers 2022 fand im August vor 130.000 Zuschauern auf dem Gelände der Messe München statt. Für dieses bisher größte Konzert ihrer Karriere wurden innerhalb von 24 Stunden 100.000 Tickets verkauft.
Die Live-Tour 2023 vom April bis Oktober wurde durch Cirque du Soleil inszeniert und produziert. Es fanden 71 Konzerte in Deutschland, Österreich, der Schweiz und den Niederlanden statt. Fischer wurde auf der Tournee von Tänzern und Akrobaten des kanadischen Zirkus begleitet.
Zum 10-jährigen Jubiläum ihres Hits Atemlos durch die Nacht nahm Fischer gemeinsam mit Shirin David eine Remixversion auf, womit beide im November 2023 bei Wetten, dass..? auftraten. Der Remix schaffte es auf die Spitzenposition der deutschen Singlecharts, was Fischer ihre erste Nummer-eins-Single einbrachte.
Im November 2024 brachte Fischer das Kinderalbum Die schönsten Kinderlieder mit bekannten Titeln wie Es tanzt ein Bi-Ba-Butzemann, Alle meine Entchen und A Ram Sam Sam heraus, das in Österreich die Nummer-eins erreichte. In Deutschland kam es auf Platz 2, in der Schweiz auf Platz 3. Ende Dezember 2024 veröffentlichte sie zusammen mit ihrem Ex-Partner Florian Silbereisen die gemeinsame Single Schau mal herein, ein Cover des Liedes Stumblin’ In von Chris Norman und Suzi Quatro, die sie in der Helene-Fischer-Show erstmals vorstellten.

## Die Helene Fischer Show
Die Helene Fischer Show ist eine Unterhaltungssendung, die von Fischer moderiert und zusammen mit Gastmusikern gestaltet sowie von Kimmig Entertainment produziert wird. Zwischen 2011 und 2019 sowie erneut seit 2023 wird diese jährlich am ersten Weihnachtsfeiertag um 20:15 Uhr im ZDF – 2011 bis 2012 noch im Ersten –, ORF und SRF ausgestrahlt.

## Rezeption
Seit Oktober 2011 wird bei Madame Tussauds in Berlin eine Wachsfigur Fischers gezeigt. 
Nach einer Recherche der New York Times vom November 2018, in der die erfolgreichsten internationalen Musikerinnen aufgrund ihrer durchschnittlichen Einnahmen pro Konzert verglichen wurden, lag Fischer weltweit auf Platz acht – und ist damit zugleich die erfolgreichste nicht-englischsprachige Sängerin. Mit einem Durchschnitts-Ticketpreis von rund 71 Euro erwirtschaftet sie etwa 3,2 Millionen Euro pro Konzertauftritt. Auch das Forbes Magazin führte Fischer 2018 unter den Top Ten der einkommenstärksten Sängerinnen; sie landete vor Céline Dion und Britney Spears mit Einnahmen von etwa 32 Millionen Dollar ebenfalls auf dem achten Platz der Liste.

## Gesellschaftliches Engagement
Im Januar 2024 beteiligte sich Fischer an dem im Stern veröffentlichten Aufruf zum Kampf gegen Rechtsextremismus, der nach dem Treffen von Rechtsextremisten in Potsdam 2023 von zahlreichen Musikern, Schauspielern und Prominenten unterstützt wurde. „Diskriminierung, Rassismus, Hass und Gewalt vergiften unsere Gesellschaft“, war eine von Fischers Aussagen in dem Beitrag, der Ende Januar 2024 veröffentlicht wurde. Die Reaktionen auf die öffentliche Stellungnahme reichten von Lob – auch von bekannten Stars wie Taylor Swift –, bis hin zu Hass-Botschaften, die massenweise auf Fischers Instagram-Profil gepostet wurden.

## Trivia
- Seit Dezember 2012 engagiert sich Fischer im Verein Roterkeil gegen Prostitution Minderjähriger.[61]
- 2014 stellte Fischer in München ihr Parfüm That’s me vor.
- Im April 2020 wurde bekannt, dass Fischer Adressatin mehrerer Drohschreiben von rechtsextremistischen Absendern war[62][63] und ihre Daten mehrfach unrechtmäßig über das Berliner Polizeiauskunftssystem POLIKS abgerufen worden waren.[64][65]

## Diskografie
Studioalben

| Jahr | Titel Musiklabel                       | Höchstplatzierung, Gesamtwochen, AuszeichnungChartplatzierungen (Jahr, Titel, Musiklabel, Platzierungen, Wochen, Auszeichnungen, Anmerkungen) | Höchstplatzierung, Gesamtwochen, AuszeichnungChartplatzierungen (Jahr, Titel, Musiklabel, Platzierungen, Wochen, Auszeichnungen, Anmerkungen) | Höchstplatzierung, Gesamtwochen, AuszeichnungChartplatzierungen (Jahr, Titel, Musiklabel, Platzierungen, Wochen, Auszeichnungen, Anmerkungen) | Anmerkungen                                                 |
| Jahr | Titel Musiklabel                       | DE | AT | CH | Anmerkungen                                                 |
| ---- | -------------------------------------- | --- | --- | --- | ----------------------------------------------------------- |
| 2006 | Von hier bis unendlich Electrola (EMI) | DE19 ×5Fünffachgold · (72 Wo.)DE | AT16 Platin · (45 Wo.)AT | CH49 (5 Wo.)CH | Erstveröffentlichung: 2. Februar 2006 Verkäufe: + 530.000   |
| 2007 | So nah wie du Electrola (EMI)          | DE5 ×5Fünffachgold · (68 Wo.)DE | AT7 Platin · (74 Wo.)AT | CH45 Gold · (8 Wo.)CH | Erstveröffentlichung: 29. Juni 2007 Verkäufe: + 535.000     |
| 2008 | Zaubermond Electrola (EMI)             | DE2 ×2Doppelplatin · (74 Wo.)DE | AT4 ×2Doppelplatin · (83 Wo.)AT | CH17 Gold · (21 Wo.)CH | Erstveröffentlichung: 27. Juni 2008 Verkäufe: + 455.000     |
| 2009 | So wie ich bin Electrola (EMI)         | DE2 ×3Dreifachgold · (37 Wo.)DE | AT1 Platin · (47 Wo.)AT | CH7 Gold · (30 Wo.)CH | Erstveröffentlichung: 9. Oktober 2009 Verkäufe: + 335.000   |
| 2011 | Für einen Tag Electrola (EMI)          | DE1 ×4Vierfachplatin · (150 Wo.)DE | AT2 ×3Dreifachplatin · (97 Wo.)AT | CH2 Gold · (46 Wo.)CH | Erstveröffentlichung: 14. Oktober 2011 Verkäufe: + 875.000  |
| 2013 | Farbenspiel Polydor (UMG)              | DE1 ×1313-fach-Platin · (248 Wo.)DE | AT1 ×1818-fach-Platin · (255 Wo.)AT | CH1 ×4Vierfachplatin · (160 Wo.)CH | Erstveröffentlichung: 4. Oktober 2013 Verkäufe: + 2.950.000 |
| 2017 | Helene Fischer Polydor (UMG)           | DE1 ×5Fünffachplatin · (136 Wo.)DE | AT1 ×5Fünffachplatin · (101 Wo.)AT | CH1 (85 Wo.)CH | Erstveröffentlichung: 12. Mai 2017 Verkäufe: + 1.075.000    |
| 2021 | Rausch Polydor (UMG)                   | DE1 ×2Doppelplatin · (135 Wo.)DE | AT1 Platin · (102 Wo.)AT | CH1 Gold · (45 Wo.)CH | Erstveröffentlichung: 15. Oktober 2021 Verkäufe: + 425.000  |

## Filmografie
- 2013: Das Traumschiff – Puerto Rico
- 2015: Tatort – Der große Schmerz

## Auszeichnungen (Auswahl)
- Bambi

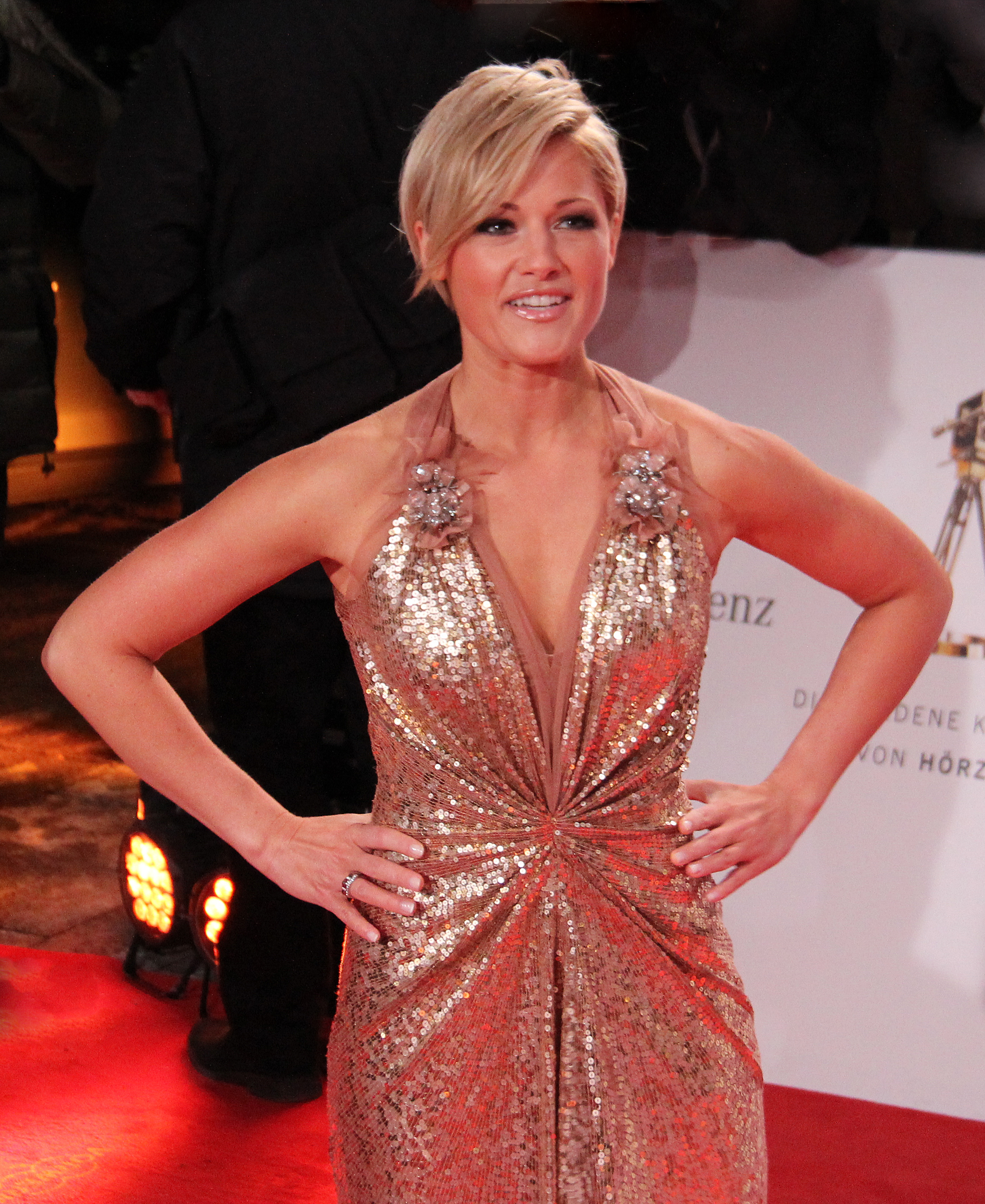
Helene Fischer bei der Goldenen Kamera 2012

  - 2013: in der Kategorie Musik National
  - 2014: in der Kategorie Entertainment
  - 2017: in der Kategorie Musik National
- Bayerischer Fernsehpreis
  - 2015: für Die Helene Fischer Show 2014 (ZDF)
- Die Eins der Besten (Rekordhalterin)
  - 2014
  - 2015
  - 2016
  - 2018: in der Kategorie Album des Jahres (Helene Fischer)
  - 2018: in der Kategorie Sängerin des Jahres
  - 2018: in der Kategorie Hit des Jahres (Herzbeben)
  - 2018: in der Kategorie Video-Hit des Jahres (Achterbahn)
  - 2019: in der Kategorie Tournee des Jahres (Stadion Tour 2018)
  - 2019: in der Kategorie Platin-Eins der Besten (Helene Fischer)
  - 2019: in der Kategorie Album des Jahres (Helene Fischer)
  - 2024: in der Kategorie Tournee des Jahres (Rausch Live – Die Arena Tour)
  - 2024: in der Kategorie Platin-Eins der Besten (Rausch)
- Echo Pop (Rekordhalterin)
  - 2009: in der Kategorie Künstler/Künstlerin/Gruppe Deutschsprachiger Schlager für Zaubermond
  - 2009: in der Kategorie Musik-DVD-Produktion für Mut zum Gefühl – Live
  - 2010: in der Kategorie Musik-DVD-Produktion für Zaubermond Live
  - 2012: in der Kategorie Künstler/Künstlerin/Gruppe Deutschsprachiger Schlager für Für einen Tag
  - 2013: in der Kategorie Künstler/Künstlerin/Gruppe Deutschsprachiger Schlager für Für einen Tag – Live 2012
  - 2013: in der Kategorie DVD-Produktion national für Für einen Tag – Live 2012
  - 2014: in der Kategorie Album des Jahres für Farbenspiel
  - 2014: in der Kategorie Künstler/Künstlerin/Gruppe Deutschsprachiger Schlager für Farbenspiel
  - 2015: in der Kategorie Schlager für Farbenspiel
  - 2015: in der Kategorie Hit des Jahres für Atemlos durch die Nacht
  - 2015: in der Kategorie Album des Jahres für Farbenspiel
  - 2015: in der Kategorie Musik-DVD/Blu-ray national für Farbenspiel
  - 2016: in der Kategorie Album des Jahres für Weihnachten
  - 2016: in der Kategorie Musik-DVD/Blu-ray national für  Weihnachten und Farbenspiel Live
  - 2016: in der Kategorie Live-Act national für Farbenspiel Live – Die Stadion-Tournee
  - 2016: in der Kategorie Crossover für Weihnachten
  - 2018: in der Kategorie Schlager für Helene Fischer
- Goldene Henne (Rekordhalterin)
  - 2007: in der Kategorie Aufsteigerin des Jahres
  - 2008: in der Kategorie Musik
  - 2010: in der Kategorie Musik
  - 2012: in der Kategorie Musik
  - 2014: in der Kategorie Musik
  - 2014: in der Kategorie Superhenne
  - 2016: in der Kategorie Musik
  - 2020: in der Kategorie Entertainment
- Goldene Kamera
  - 2012: in der Kategorie Beste Musik National
  - 2016: in der Kategorie Beliebtester deutscher Musik-Act
- Krone der Volksmusik
  - 2008: in der Kategorie Erfolg des Jahres 2007
  - 2009: in der Kategorie Erfolg des Jahres 2008
  - 2010: in der Kategorie Erfolgreichste Sängerin 2009
  - 2012: in der Kategorie Erfolgreichste Sängerin 2011
- Live-Entertainment-Award
  - 2011: Hallen-/Arena-Tournee des Jahres (So wie ich bin-Tournee)
  - 2016: Arena-/Stadion-Tournee des Jahres (Farbenspiel-Tournee)
  - 2018: Arena-Tournee des Jahres (Helene Fischer Live 2017/2018)
- Polyton
  - 2024: in der Kategorie Wildcard (Atemlos durch die Nacht (10 Year Anniversary Version))[66]
- Romy
  - 2014: in der Kategorie Beliebteste/r Moderator/in – Show
- Wiener Stadthallen Flügel[67]
  - 2018
- St. Georgs Orden des Semperopernballs e. V.
  - 2012: in der Kategorie Sonderpreis
- World Music Awards
  - 2014: in der Kategorie Best-selling German Artist

## Dokumentarfilme
- 2013: Helene Fischer – Allein im Licht (Das Erste) (Ein Film von Kai Ehlers)
- 2018: Helene Fischer Immer Weiter – Die Entstehung der Arena Tournee 2017/2018 (ZDF) (Ein Film von Sven Haeusler)
- 2021: Helene Fischer – Im Rausch der Sinne (ZDF) (Ein Film von Russell Thomas)
- 2021: Helene Fischer – 15 Jahre im Rausch des Erfolgs (VOX)